# Will Tremper
Will Tremper (Braubach, 19 settembre 1928 – Monaco di Baviera, 14 dicembre 1998) è stato un regista, sceneggiatore e giornalista tedesco.

## Biografia
Originariamente un fotoreporter per varie agenzie giornalistiche, a partire dagli anni '50 fu messo sotto contratto dalla compagnia cinematografica Inter-West Film, per cui in particolare fu autore di alcuni film di buon successo critico e di pubblico per la star della compagnia Horst Buchholz.
Debuttò alla regia nel 1961 con Fuga a Berlino ovest, un resoconto del silenzioso esodo della popolazione verso occidente basato su un suo articolo pubblicato su Stern, con cui nel frattempo aveva iniziato a collaborare. Le riprese del suo secondo film sul tema, Die endlose Nach ("Arrivano i russi"), furono interrotte quando la costruzione del muro di Berlino rese il soggetto irrimediabilmente obsoleto.
Nel 1963 Tremper diede inizio a una rubrica di gossip cinematografico per la rivista Bild; la rubrica lo rese molto noto al pubblico ma anche malvisto nell'ambiente cinematografico. Incapace di trovare finanziamenti per le opere più personali e ambiziose, la sua carriera di regista scivolò nei film di genere genere e nell'exploitation, fino a spingerlo al ritiro alla fine del decennio. Da allora si concentrò sull'attività giornalistica e letteraria.

## Filmografia
Sceneggiatore
- Griff nach den Sternen, regia di Carl-Heinz Schroth (1955)
- Pecore nere, regia di Georg Tressler (1956)
- I cinque del bunker, regia di Frank Wisbar (1957)
- Endstation Liebe, regia di Georg Tressler (1958)
- L'uomo nella rete, regia di Franz Peter Wirth (1959)
- Deutschland - deine Sternchen, regia di Edwin Zbonek (1962)
- Un treno è fermo a Berlino, regia di Rolf Hädrich (1963)
- Professionisti per una rapina, regia di Harald Reinl (1964)
- Paga o muori, regia di Alfred Vohrer (1964)

Regista e sceneggiatore
- Fuga a Berlino ovest (1961)
- Die endlose Nacht (1963)
- Playgirl (1966)
- Sperrbezirk (1966)
- Dove vai senza mutandine? (1970)

Attore
- Es, regia di Ulrich Schamoni (1966)
- Abschied, regia di Peter Lilienthal (TV, 1966)